# الحرب الصينية الفرنسية
الحرب الصينية الفرنسية، أو تُعرف باسم حرب تونكين، تضمنت هذه الحروب صراعًا محدودًا من أغسطس 1884 حتى أبريل 1885، دون إعلان للحرب. عسكريًا كانت حالة من الجمود. الجيوش الصينية قدمت أفضل ما لديها مقارنةً بما قدمته في حروب القرن التاسع عشر، وانتهت الحرب بانسحاب الجيوش الفرنسية إلى أراضيها. ومع ذلك، كانت إحدى النتائج أن فرنسا حلت محل الصين في السيطرة على تونكين (شمال فيتنام). عززت الحرب هيمنة الإمبراطورة دواجير سيشي على الحكومة الصينية، لكنها أسقطت حكومة رئيس الوزراء جول فيري في باريس. كلا الجانبين كان راضيًا بمعاهدة تيانسين. وفقًا للويد إيستمان «لم تجن أي من الدولتين مكاسب دبلوماسية».

## تمهيد

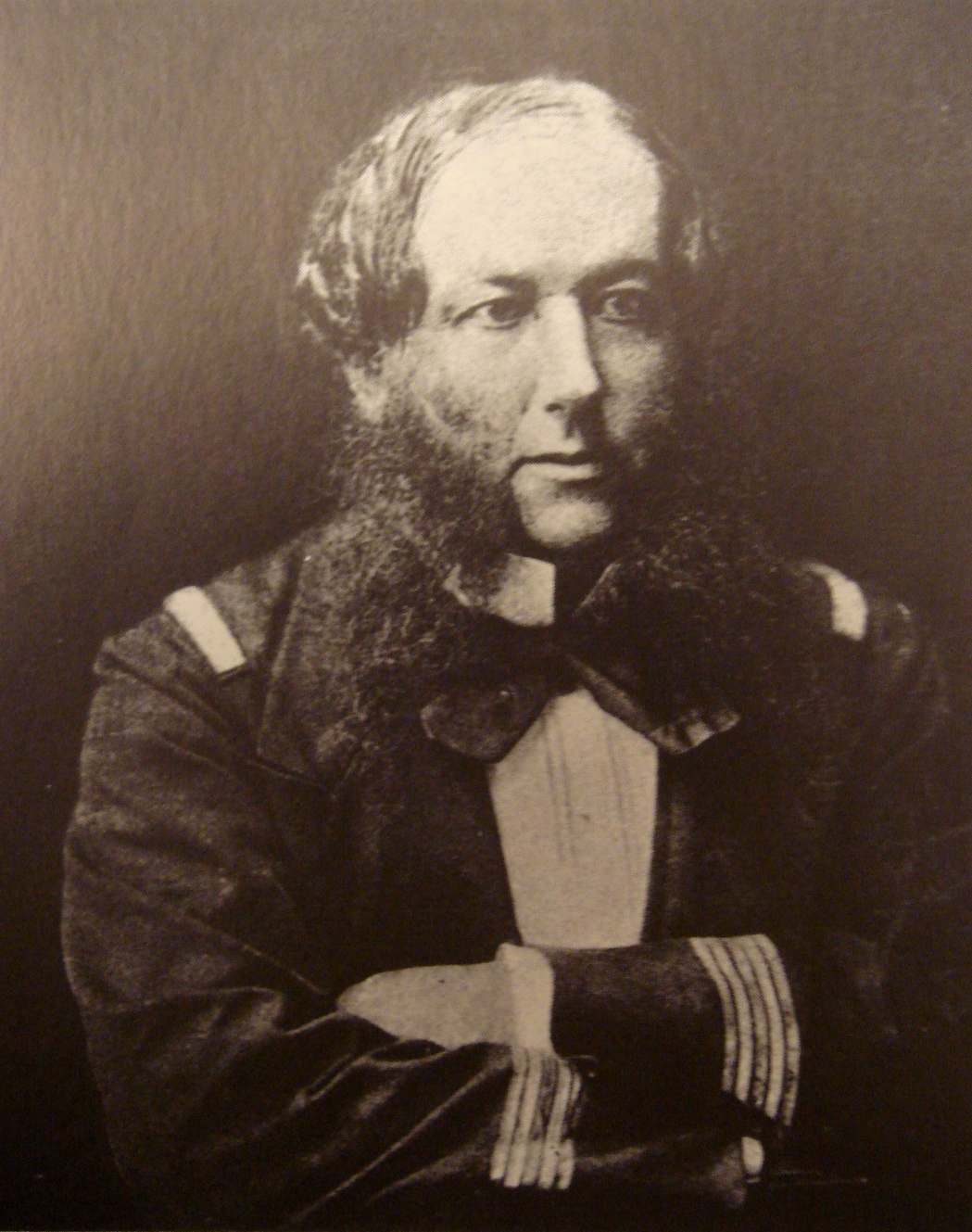
هنري ريفيير

يعود الاهتمام الفرنسي بشمال فيتنام إلى أواخر القرن الثامن عشر، عندما قام الكاهن الكاثوليكي السياسي بيجنياو دي بيهاين بتجنيد المتطوعين الفرنسيين للقتال على نغوين آنه والمساعدة لبدء سلالة نغوين، في محاولة لكسب الفوائد لفرنسا وللكنيسة الفرنسية الكاثوليكية. بدأت فرنسا حملتها الاستعمارية سنة 1858 وضمت العديد من المقاطعات الشمالية سنة 1862 لتشكيل مستعمرة كوتشينشينا.
تتبع المستكشفون الفرنسيون مجرى النهر الأحمر عبر شمال فيتنام وصولًا إلى مصدره في يونان (مقاطعة شمال الصين)، ما أعطى أملًا لإنشاء طريق تجاري مربح مع الصين يتجاوز مواني المعاهدات في المقاطعات الساحلية الصينية. العقبة الرئيسية لهذه الفكرة هو جيش العلم الأسود- عصابة منظمة يقودها القوي ليو يونغفو- الذي كان يفرض ضرائب باهظة على تجارة النهر الأحمر بين شانشي ولاو كاي على حدود يونان.
سنة 1873، تدخلت قوة فرنسية صغيرة بقيادة الملازم دي فايسو فرانسيس غارنييه متجاوزًا تعليماته بالتدخل عسكريًا في شمال فيتنام. بعد سلسلة من الانتصارات الفرنسية ضد الفيتناميين، استدعت الحكومة الفيتنامية قائد جيش العلم الأسود ليو يونغفو الذي هزم جيش غارنييه تحت أسوار هانوي. قُتل غارنييه في هذه المعركة، وتخلت الحكومة الفرنسية لاحقًا عن بعثته.

### بعثة هنري ريفيير في تونكين
سنة 1881، أٌرسل القائد الفرنسي هنري ريفيير مع قوة عسكرية صغيرة إلى هانوي للتحقق من مشكلات الفيتناميين حول فعاليات التجار الفرنسيين. في تحدي لتعليمات رؤسائه، اقتحم ريفيير قلعة هانوي في 25 أبريل 1882. مع أن ريفيير أعاد القلعة إلى السيطرة الفيتنامية، أرسل إمداده بالقوة إنذارًا لكل من فيتنام والصين.
قامت الحكومة غير القادرة على مواجهة ريفيير بجيشها المتداعي بتجنيد ليو يونغفو مرة أخرى، الذي سيقود جيش العلم الأسود المدرب جيدًا ليكون عقبةً في وجه الجانب الفرنسي. طلب الفيتناميون دعم الصين. كانت فيتنام مدةً طويلة دولةً تابعة للصين، وافقت الصين على مساعدة ودعم جيش الأعلام السوداء، ومقاومة العمليات الفرنسية في تونكين.
أرسلت حكومة تشينغ إشارة قوية إلى الفرنسيين بأن الصين لن تسمح بأن تقع تونكين تحت السيطرة الفرنسية. في صيف 1882، تخطت قوات جيش يونان الصيني وجيش جوانغشي الحدود إلى تونكين، واحتلت لان سون وباك نينه وهونغ هو ومناطق أخرى. الوزير الفرنسي فريديريك بوري لدى الصين انزعج من احتمالية الحرب مع الصين، وتفاوض في نوفمبر وديسمبر مع الزعيم الصيني لي هونغ زانغ لتقسيم تونكين إلى مناطق نفوذ فرنسية وصينية. لم يتشاور الطرفان مع الفيتناميين بخصوص المفاوضات. قرر ريفيير الذي كان رافضًا للصفقة التي أجراها بوري في بداية سنة 1883 لفرض هذه المشكلة. قد أُرسل حديثًا مع كتيبة من المشاة البحرية من فرنسا، ما أعطاه العدد الكافي من الرجال للمغامرة خارج هانوي. في 27 مارس 1883، لإنقاذ خط مواصلاته من هانوي إلى الساحل، استولى ريفيير على قلعة نام أونه بقوة 540 جندي فرنسي كانوا تحت قيادته. خلال غيابه في نام أونه، شن جنود الأعلام السوداء والفيتناميين هجومًا على هانوي، لكن قام الرئيس دي باتيلون بيرثي دي فيلرز بصدهم في معركة جيا كوك في 28 مارس.
كان لدى ريفيير توقيتًا مثاليًا. كان يتوقع أن يُعاقَب لاستيلائه على نام أونه، عوضًا عن ذلك وجد نفسه بطل الساعة. حدث تغيير أخير في الحكومة الفرنسية، كانت إدارة جول فيري تفضل بشدة التوسع الاستعماري. لذلك قررت أن تدعم ريفيير.
نددت فيري ووزير الخارجية بول أرماند شاليميل لاكور باتفاق بوري مع لي هونغ زانغ واستدعت الوزير الفرنسي. كان واضحًا للصينيين أنهم عازمون على جعل تونكين تحت الحماية الفرنسية. في أبريل 1883، مدركًا بأن الفيتناميين يفتقرون إلى وسائل المقاومة الفرنسية الفعالة، أقنع الماندرين الصيني تانغ جينغ سونغ ليو يونغفو بالسيطرة على ريفيير بجيش الأعلام السوداء. نتج عن ذلك عام من القتال الشرس خاضته قوات ليو يونغفو.
في 10 مارس 1883 تحدى ليو يونغفو الفرنسيين للقتال في رسالة ساخرة علقها على جدران هانوي. في 19 مارس واجه ريفيير الأعلام السوداء في معركة جسر الورق، وعانى الفرنسيون خسارة فادحة. هاجم جيش ريفيير الصغير المكون من 450 رجلًا موقعًا دفاعيًا للأعلام السوداء بالقرب من قرية كاو جياي، على بعد بضعة أيام إلى الغرب من هانوي، عرفه الفرنسيون بجسر الورق. بعد النجاحات الأولية حوصر الفرنسيون في النهاية من الجانبين، بصعوبة شديدة تمكنوا من جمع شتات أنفسهم والانسحاب إلى هانوي. ريفيير وبيرثي دي فيليرز والعديد من كبار الضباط قُتلوا في تلك المعركة.

## التدخل الفرنسي في تونكين
سبب موت ريفيير موجة غضب عارمة في فرنسا. نقلت التعزيزات إلى تونكين، وتم تفادي تهديد الأعلام السوداء لهانوي، وكانت الحالة العسكرية مستقرة.

### الحماية على تونكين
في 20 أغسطس 1883 قام الأدميرال أميدي كوربيه الذي عُين حديثًا لقيادة القسم البحري لسواحل تونكين، باقتحام الحصون التي كانت تحرس الطرق للعاصمة الفيتنامية في معركة ثون آن، وأجبر الحكومة الفيتنامية على التوقيع على معاهدة هوو، ما وضع تونكين تحت الحماية الفرنسية.
في الوقت نفسه هاجم القائد الجديد لفيلق مشاة تونكين الجنرال بويت موقع الأعلام السوداء على نهر داي. مع أن الفرنسيين احتلوا مواقع لجيش الأعلام السوداء في معركة فو هواي في 15 أغسطس، وفي معركة بالان في أول سبتمبر، لم يتمكنوا من الاستيلاء على جميع مواقع ليو يونغفو، وفي نظر العالم كانت المعارك تُعد هزائم للفرنسيين.
كان من المعتقد على نطاق واسع أن بويت فشل في مهمته، واستقال في سبتمبر 1883. وفي هذه الحالة، أجبرت الفيضانات الشديدة في نهاية المطاف ليو يونغفو على التخلي عن خط نهر داي والعودة إلى مدينة سان تاي المحصنة، على بعد عدة أميال إلى الغرب.

### المواجهة بين فرنسا والصين
استعد الفرنسيون لشن هجوم في نهاية السنة للقضاء على الأعلام السوداء، وحاولوا جعل الصين تسحب دعمها لليو يونغفو، في أثناء محاولتهم لكسب دعم قوى أوروبية أخرى لهجوم متوقع. مع ذلك، أنهت حكومة تشينغ المفاوضات في شانغهاي في يوليو 1883 بين الوزير الفرنسي آرثر ترايكو ولي هونغ زانغ، عندما تلقى الوزير الصيني ماركيز زينغ جيز تقييمًا متفائلًا بسذاجة من باريس بأن الحكومة الفرنسية لم يكن لديها الرغبة في خوض حرب مع الصين. التقى جول فيري ووزير الخارجية بول أرماند شالاميل لاكور عدة مرات في صيف وخريف 1883 مع الماركيز زينغ في باريس، لكن هذه المناقشات الدبلوماسية الموازية أثبتت أنها فاشلة أيضًا. وقف الصينيون بحزم ورفضوا سحب الحاميات الكبيرة من القوات النظامية الصينية من سان تاي وباك نينه ولونغ سون، رغم مشاركتهم القريبة للحرب مع فرنسا، أصبحت الحرب مع الصين حتميةً بتزايد، أقنع الفرنسيون الحكومة الألمانية بتأخير إطلاق دينغ يوان وتشين يوان، سفينتين حديثتين أُنشئا في أحواض بناء السفن الألمانية لأسطول بييانغ الصيني. في هذه الأثناء عزز الفرنسيون قبضتهم على الدلتا بإنشاء مراكز في كوانغ ين وهانغ ين ونينه بينه.
أدى التوتر المتزايد بين فرنسا والصين إلى انطلاق مظاهرات مناهضة للأجانب داخل الصين خريف 1883. وقعت أخطر الحوادث في مقاطعة جواندونج، حيث كان أبرز الأوروبيين. حدثت العديد من الهجمات على ممتلكات التجار الأوروبيين في جوانجتشو وفي جزيرة شاميان. أرسلت العديد من القوى الأوروبية ومن ضمنها فرنسا زوارق حربية إلى جوانجتشو لحماية رعاياها.

#### سان تاي وباك نينه
قبل الفرنسيون بأن الهجوم على ليو يونغفو سينتج حربًا غير معلنة مع الصين، لكنهم وضعوا في الحسبان أن فوز سريع في تونكين سيرغم الصينيين على قبول الأمر الواقع. اُسندت قيادة حملة تونكين إلى الأدميرال كوربيه، الذي هاجم سان تاي في ديسمبر 1883. كانت حملة سان تاي أشرس حملة خاضها الفرنسيون حتى حينه في تونكين. مع أن الوحدات الصينية والفيتنامية في سان تاي أدت دورًا صغيرًا في الدفاع، فإن جيش الأعلام السوداء التابع لليو يونغفو حاربوا بشراسة للحفاظ على المدينة. في 14 ديسمبر اعتدى الفرنسيون على الدفاعات الخارجية لسان تاي في فوسا، لكنهم انسحبوا بخسائر فادحة. على أمل استغلال هزيمة كوربيه، هاجم ليو يونغفو الخطوط الفرنسية في نفس الليلة، لكن هجمة الأعلام السوداء فشلت فشلًا كارثيًا. بعد استراحة قواته في 15 ديسمبر، اعتدى كوربيه مجددًا على دفاعات سان تاي بعد ظهر يوم 16 ديسمبر. هذه المرة كان الهجوم مجهزًا بدقة بواسطة المدفعية، واستسلمت بعد إنهاك المدافعين.

## معرض صور

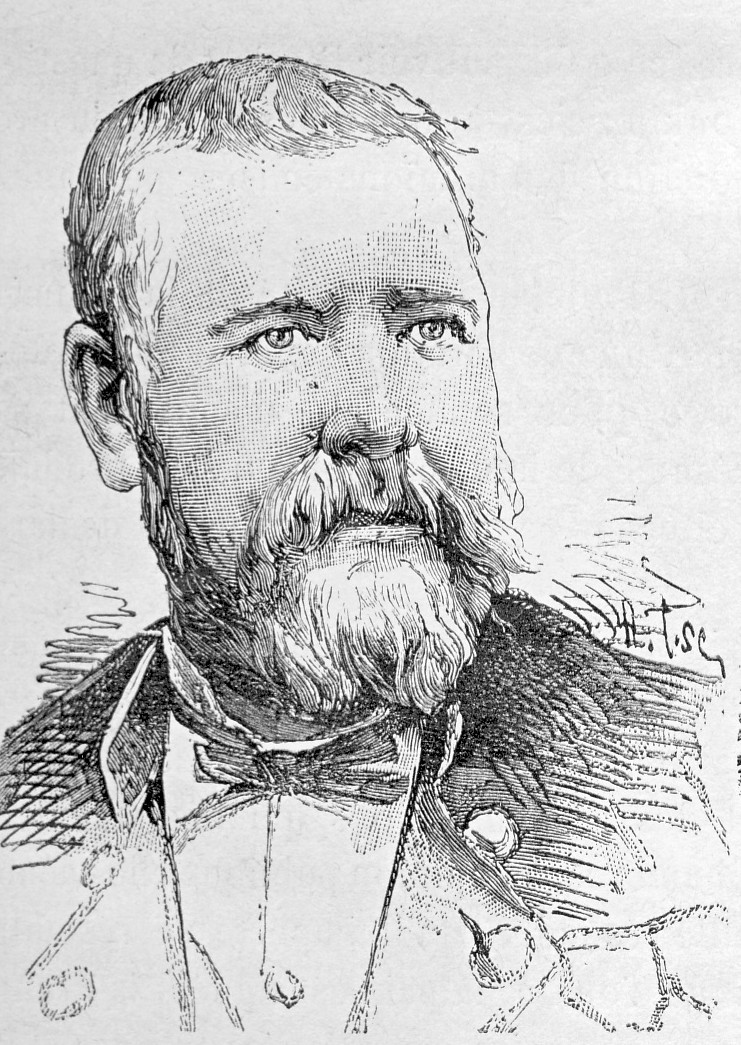
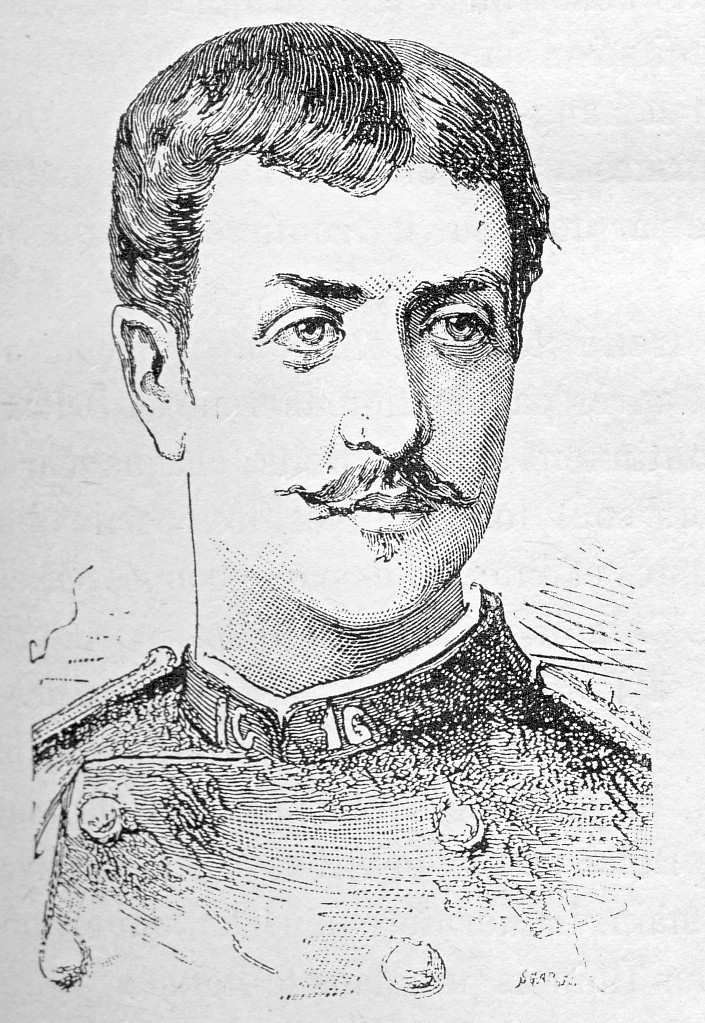
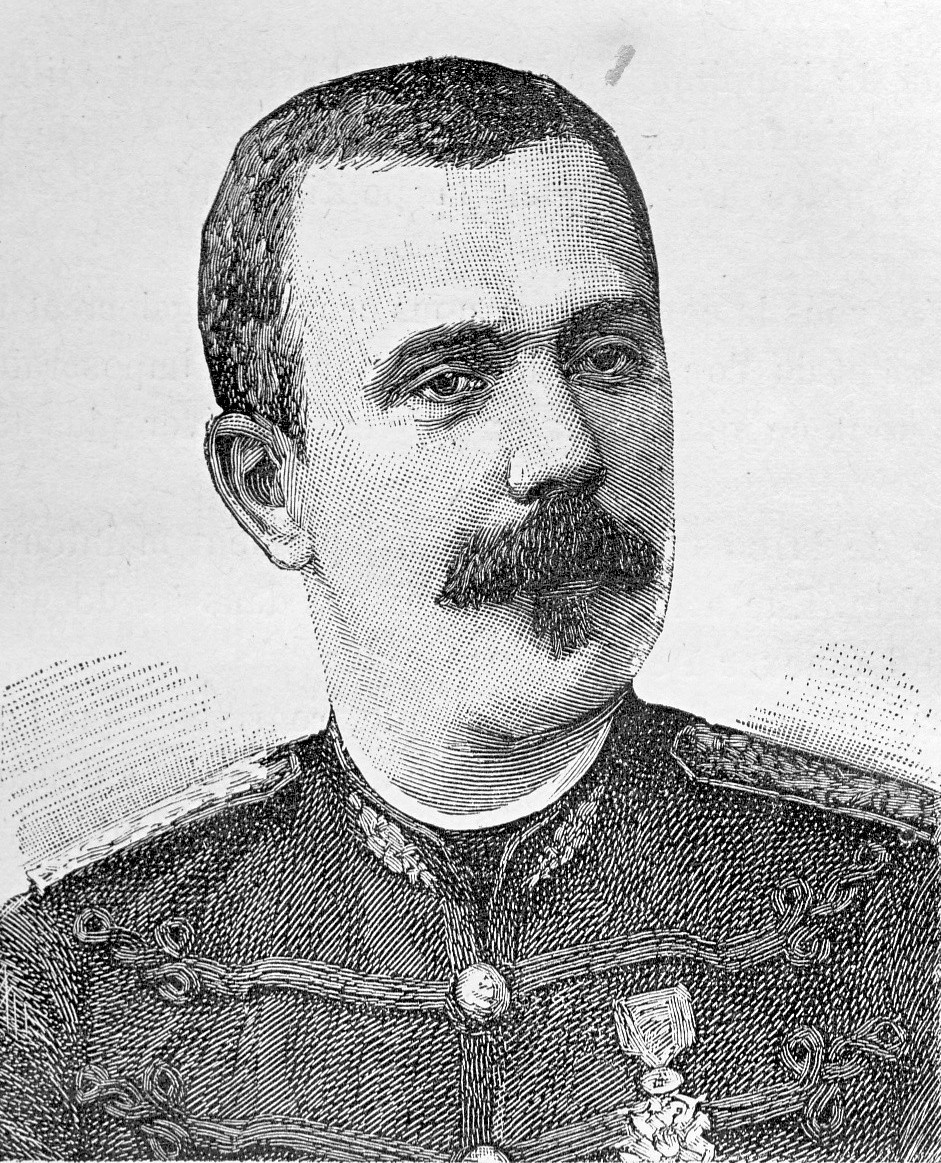
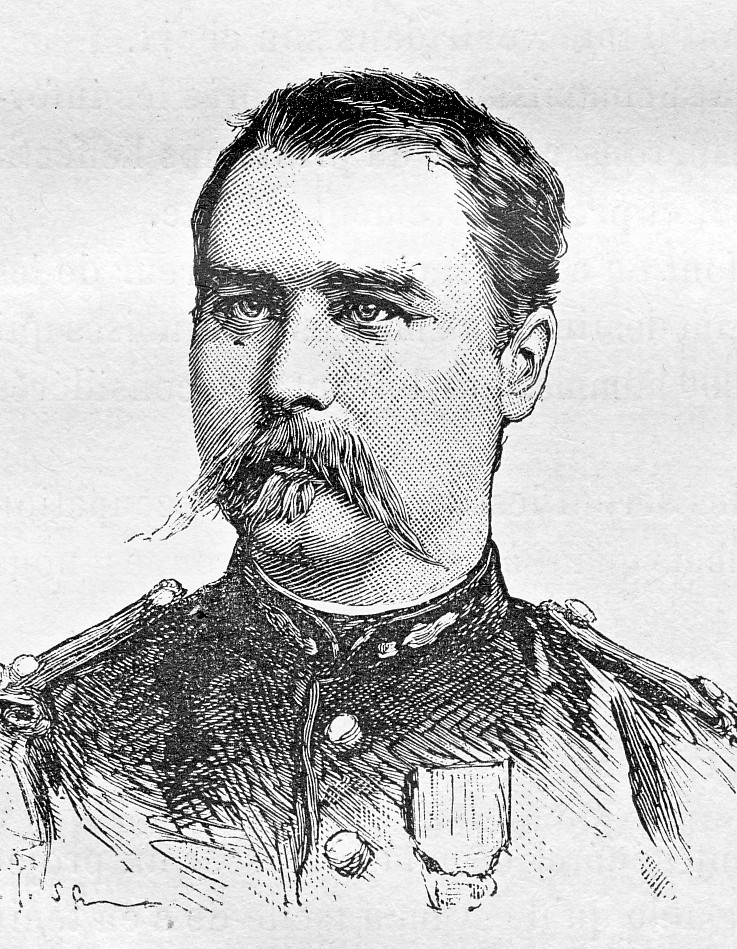